# Kingdom Come (álbum)
Kingdom Come es el álbum de debut de la banda Kingdom Come. Este álbum obtuvo bastante atención por escucharse muy similar a Led Zeppelin. El éxito del disco tuvo su base en un evento muy afortunado.
El disco fue producido por Bob Rock (conocido por su trabajo con Bon Jovi, Aerosmith, Lover Boy y Metallica). Al terminar la grabación, volaron a Nueva York para hacer la mezcla en los estudios Electric Lady, que fueran propiedad de Jimi Hendrix. Durante la sesión de mezcla de "Get It On", John Kalodner, una leyenda del negocio de la música, pasó por ahí para saludar. Le gustó la canción y preguntó si podía llevarse un casete. De una u otra manera, la cinta terminó en una estación de radio en Detroit, donde tocaban la canción sin el conocimiento de la banda o de la disquera. Parecería increíble pero otras estacionas grabaron el tema de la transmisión "al aire", ya que aún no salía a la venta el disco. La revista "Album Network" hizo un reportaje sobre una misteriosa banda que mantenía ocupadas las líneas telefónicas de las estaciones de radio de Detroit. De pronto, unas semanas después, todas las estaciones de rock de las Estados Unidos estaban tocando "Get It On". Kingdom Come ganó disco de oro antes de que la disquera o la banda discutieran sobre cuál sería su primer sencillo.

## Lista de canciones
1. "Living Out Of Touch" (4:17)
2. "Pushin' Hard" (4:47)
3. "What Love Can Be" (5:14)
4. "17" (5:27)
5. "The Shuffle" (3:37)
6. "Get It On" (4:22)
7. "Now Forever After" (5:39)
8. "Hideaway" (5:38)
9. "Loving You" (4:46)
10. "Shout It Out" (3:35)

## Alineación
- Lenny Wolf - Voz
- Danny Stag - Guitarra
- Rick Steier - Guitarra
- Johnny B. Frank - Bajo
- James Kottak - Batería